# Agustín Luna Serrano
Agustín Luna Serrano (Casp, província de Saragossa, 11 d'abril de 1935) és un advocat i jurista aragonès establert a Catalunya.

## Biografia
Es va llicenciar en Dret per la Universitat de Saragossa en 1957 amb premi extraordinari i en 1960 es va doctorar amb excel·lent cum laude i premi extraordinari. El 1971 es doctorà també cum laude a la Universitat de Roma La Sapienza
El 1974 va obtenir la plaça de catedràtic de dret civil a la Universitat de Barcelona, que va ocupar fins a la seva jubilació en 2005. També fou catedràtic de dret agrari comunitari a la Universitat de Barcelona. Ha estat professor visitant a les universitats de Sàsser, Ferrara i Perugia i ha impartit conferències en diverses universitats. Ha exercit com a advocat membre del Col·legi d'Advocats de Barcelona i és membre de l'Academia Aragonesa de Legislación y Jurisprudencia, de l'Acadèmia de Jurisprudència i Legislació de Catalunya, i de l'Académie des Jusprivatistes Européens de Pavia.
Ha estat membre del comitè científic internacional de la revista Dirítto-Economia, president de l'Associació Catalana de Dret Agrari, membre del consell científic de l'Institut de Dret Agrari Internacional i Comparat de Rorència i de la Fundació Internacional de Dret Agrari, amb seu a San José (Costa Rica). També ha estat membre de la Comissió Jurídica Assessora de la Presidència de la Generalitat de Catalunya i vocal permanent de la Comissió General de Codificació del Ministeri de Justícia d'Espanya.
A les eleccions al Parlament de Catalunya de 1980 fou elegit diputat per Barcelona dins les files de Centristes de Catalunya-UCD. Durant la legislatura fou membre de la Diputació Permanent del Parlament de Catalunya i President de la Comissió d'Agricultura, Ramaderia i Pesca i secretari de la Comissió d'Alta Muntanya.
No es va presentar a la reelecció en les eleccions de 1984. Des de 1987 és acadèmic de la Reial Acadèmia de Doctors. En 2012 era professor titular de la Càtedra de Teoria del Dret en la Facultat de Dret (ESADE-Facultats Universitàries) de la Universitat Ramon Llull.
Se'l considera nexe de connexió dels agraristes espanyols. Destaca la seva contribució al concepte d'empresa agrària i en la consolidació del Dret Agrari com un dret propi amb trets d'especialitat. Ha estat condecorat amb la medalla de l'Il·lustre Col·legi d'Advocats de Barcelona.

## Obres
- Notas sobre la empresa agraria y el empresario agrícola (article, 1969)
- Estructura y función del tipo contractual (1979)
- Elementos de derecho civil (10 toms) amb altres autors (2005)
- El concurso de la herencia (2007)